# Ostrovul Gâsca
Ostrovul Gâsca este o arie protejată de interes național ce corespunde categoriei a IV-a IUCN (rezervație naturală de tip floristic și faunistic), situată în Muntenia, pe teritoriul județului, Teleorman

## Localizare
Aria naturală se află în sud-estul județului Teleorman, pe teritoriul administrativ al comunei Năsturelu, în apropierea drumului național DN5C, care leagă municipiul Zimnicea de Giurgiu.

## Descriere
Rezervația naturală declarată arie protejată prin Hotârârea de Guvern Nr.2.151 din 30 noiembrie 2004 (privind instituirea de arie naturală protejată pentru noi zone)aflată în partea sud-estică a satului Năsturelu și are o suprafață de 58 de hectare.
Aria protejată reprezintă un ostrov la confluența râului Vedea cu Dunărea; ce asigură condiții de cuibărire și hrană pentru mai multe specii de păsări migratoare, de pasaj sau sedentare,  cu vegetație dominantă de salcie din specia Salix alba, cu floră și faună diversificată, specifică zonelor umede.

## Biodiversitate

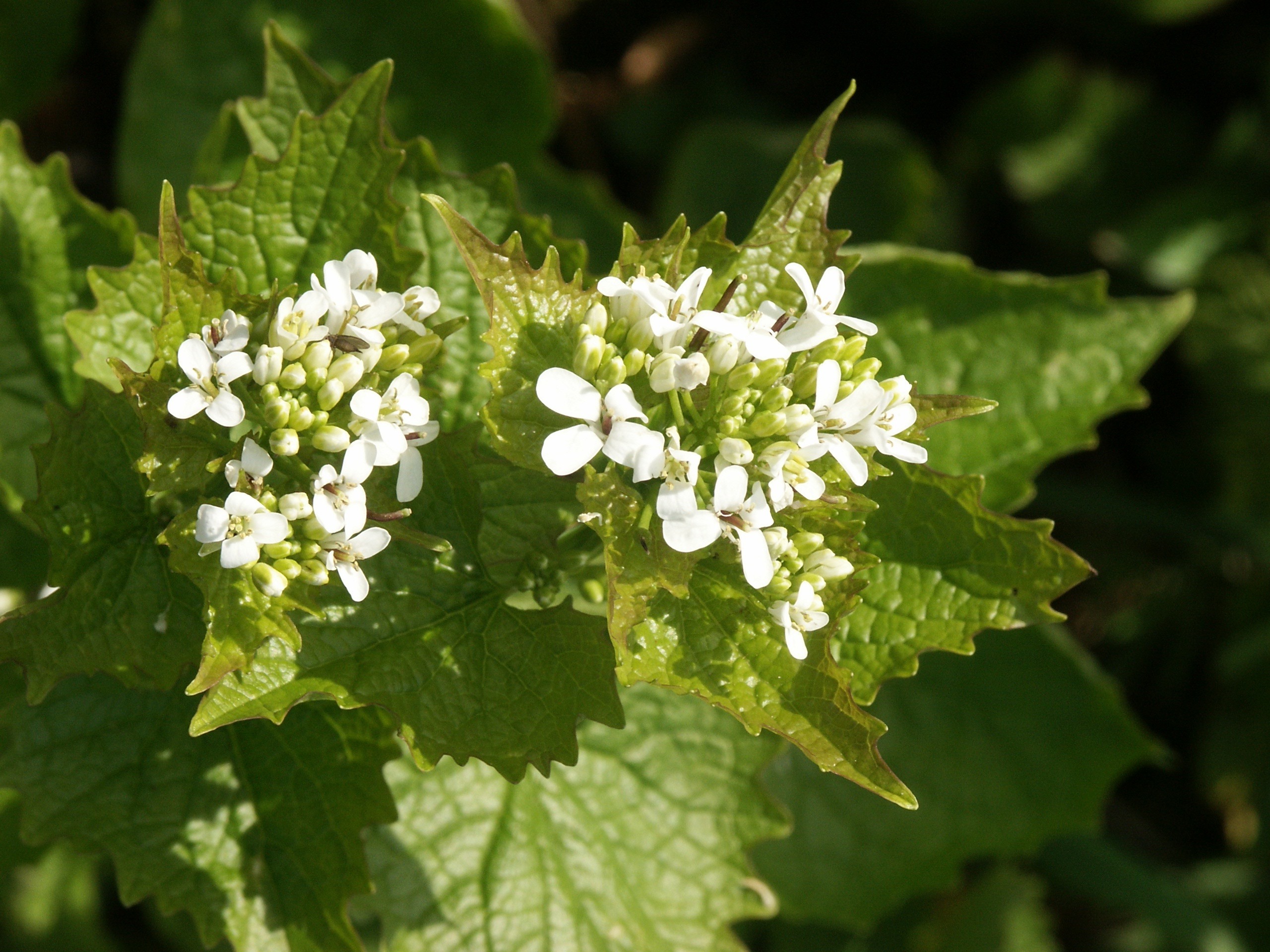
Usturoiţă (Alliaria petiolata)

Rezervația naturală fost înființată în scopul protejării biodiversității și menținerii într-o stare de conservare favorabilă a florei și faunei sălbatice din extremitatea sudică a Câmpiei Burnazului (subunitate geomorfologică a Câmpiei Române).
Flora rezervației este constituită în cea mai mare parte de vegetație arboricolă cu specii de răchită albă (Salix alba) în asociere cu velniș (Ulmus leavis) plop negru (Populus nigra) și dud alb (Morus alba), cu arbusti de sânger (Cornus sanguinea) și salcâm pitic (Amorpha fructicosa) sau hamei (Humulus lupulus) și viță sălbatică (Vitis sylvestris). 
La nivelul ierburilor sunt întâlnite mai multe rarități floristice; printre care specii de: usturoiță (Alliaria petiolata), pătrunjelul câinelui (Aethusa cynapium), pleșcaiță (Cucubalus baccifer) sau paracherniță (Parietaria officinalis).
În arealul rezervației se află mai multe specii faunistice (păsări, mamifere, pești) protejate la nivel european (prin directivele 147/CE din 30 noiembrie 2009 , 79/409/CEE din 2 aprilie 1979 - privind conservarea păsărilor sălbatice și 92/43/CE din 21 mai 1992 (privind conservarea habitatelor naturale și a speciilor de faună și floră sălbatică)) sau aflate pe lista roșie a IUCN.

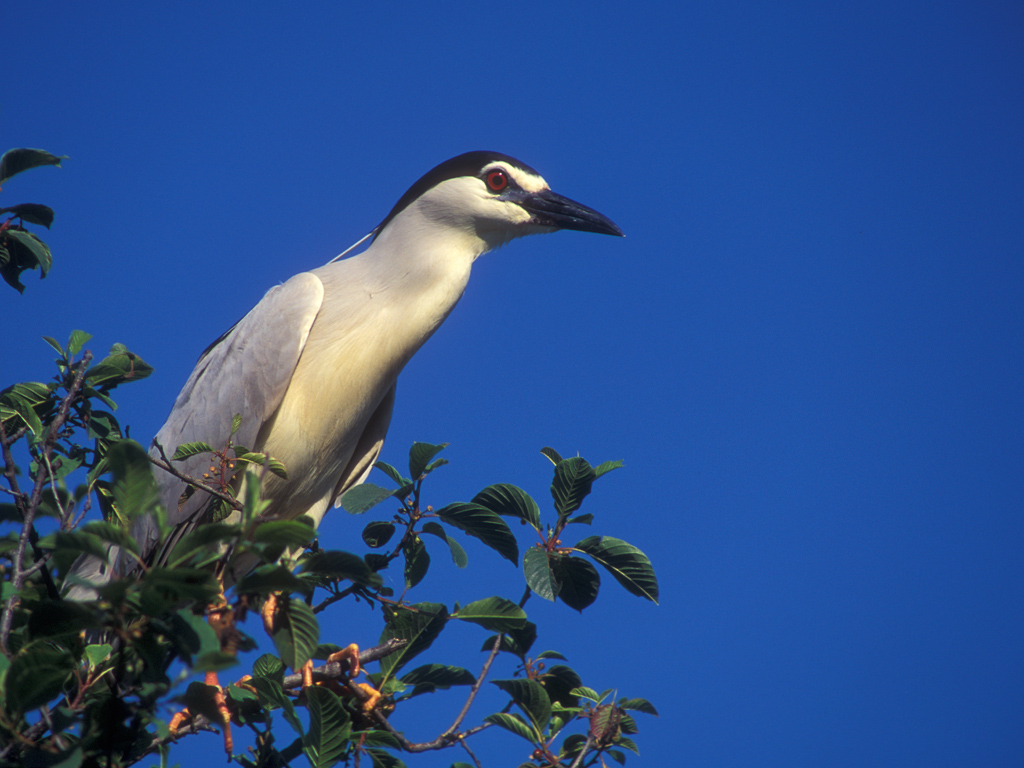
Stârc de noapte (Nycticorax nycticorax)

Păsări: barză albă (Ciconia ciconia), barză neagră (Cicinia nigra), stârc galben (Ardeola ralloides), stârc de noapte (Nycticorax nycticorax), egretă mică (Egretta garzetta), egretă albă (Egretta alba), gaia neagră (Milvus migrans), stârc roșu (Ardea purpurea), acvilă țipătoare mică (Aquila pomarina), vultur pescar (Pandion haliaetus), cristei de câmp (Crex crex), sitarul de mal (Limosa limosa), chira mică (Sterna albifrons), pițigoi-pungar (Remiz pendulinus);
Mamifere cu specii de: mistreț (Sus scrofa), șoarece de pădure (Apodemus sylvaticus), șoarece scurmător (Clethryonomis glareolus);
Reptile și amfibieni: șarpe de apă (Natrix tesellata), buhai de baltă cu burtă roșie (Bombina bombina), broască râioasă (Bufo bufo);
Pești: petroc (Gobio kessleri), moioagă (Barbus petenyi), fâsă mare (Cobitis elongata), zglăvoacă (Cottus gobio), zvârlugă (Cobitis taenia), țipar (Misgurnus fossilis), avat (Aspius aspius).

## Căi de acces
- Drumul național (DN5C) - Zimnicea - Zimnicele - Năsturelu - la ieșire din sat, în partea dreaptă (la confluența râului Vedea cu Brațul Borcea) se află  rezervația.